# انور خامه‌ای
انور خامه‌ای (۲۹ اسفند ۱۲۹۵ در تهران – ۲۹ آبان ۱۳۹۷ در کرج) سیاستمدار، اقتصاددان، جامعه‌شناس، نویسنده و مترجم ایرانی، از اعضای گروه ۵۳ نفر و از بنیان‌گذاران حزب توده ایران بود. وی همچنین از نخستین دانشجویان مهندسی شیمی در مدرسه عالی تهران دانشگاه صنعتی شریف در این رشته بود.

## زندگی‌نامه
انور خامه‌ای در ۲۹ اسفند ۱۲۹۵ در تهران زاده شد. پدرش یحیی کاشانی خواهرزاده محمد غروی کاشانی و از نوادگان ملااحمد نراقی و مادر او از نوادگان محمدعلی دولتشاه پسر ارشد فتحعلی‌شاه قاجار بود. یحیی کاشانی از مجتهدان برجسته دهه‌های ۱۲۶۰ تا ۱۲۹۰ خورشیدی در ایران و از کنش‌گران جنبش مشروطه ایران و سردبیر روزنامه‌های حبل‌المتین و مجلس بوده‌است.
وی در سن ۱۲ سالگی پدرش را از دست داد. خامه‌ای در سال ۱۳۱۳ (خورشیدی) در رشته مهندسی شیمی به تحصیل پرداخت اما نتوانست تحصیلات خود را به پایان برد چون عضو گروهی شد که بعدها به گروه ۵۳ نفر شناخته شد.
انور خامه‌ای در میانسالی در سال ۱۳۴۰ (خورشیدی) ایران را ترک و بیش از یک دهه در اروپا ماند. در این فاصله به تحصیلات خود که از زمان دستگیری ۵۳ نفر نتوانسته بود تکمیل کند، ادامه داد و در رشته اقتصاد و علوم اجتماعی موفق به دریافت دکترا شد و به تدریس و نوشتن و برگردان پرداخت. او کتاب «رویزیونیسم، از مارکس تا مائو» را در سال ۱۳۵۵ (خورشیدی) به زبان فرانسوی در پاریس چاپ کرد و بعدها خود آنرا به فارسی ترجمه و در ایران به چاپ رساند.
او پس از ۱۴ سال به ایران بازگشت و در دانشگاه تهران به تدریس پرداخت. از انور خامه‌ای حدود ۲۰ کتاب و خاطرات سه جلدی به جای مانده‌است.

### تاریخ زاده‌شدن
حامد داراب در مقدمه گفتگوی خود با خامه‌ای دربارهٔ تاریخ تولد او نوشته‌است: «بیشتر دانشنامه‌ها و تاریخ‌نگاری‌ها تاریخ تولد دکتر انور خامه‌ای را ۲۹ اسفند ۱۲۹۵ یعنی آنچه در شناسنامه‌ش نوشته شده، نوشته‌اند. اما به گفته خودش و به استناد قرآنی که به هنگام تولد، پدرش یحیی کاشانی، تاریخ به دنیا آمدنش را در آن قید کرده، متولد ۱۲ فروردین ۱۲۹۰ (خورشیدی) یعنی همان ۲ ربیع‌الثانی ۱۳۲۹ (قمری) است.»

## کنش‌سیاسی

### گروه ۵۳ نفر
خامه‌ای در زمان دانشجویی با محفل‌های شبانه تقی ارانی و بعد از آن به گروه ۵۳ نفر پیوست. در اردیبهشت ۱۳۱۶ گروه ۵۳ نفر به اتهام توطئه و مرام اشتراکی بازداشت شدند. در نتیجه او نیز به ۶ سال زندان محکوم شد که در مهر ۱۳۲۰ با یک سال تخفیف، از زندان آزاد شد.

### بنیاد حزب توده
انور خامه‌ای در سال ۱۳۲۲ (خورشیدی) به عضویت حزب توده درآمد و با همراهی اعضای گروه ۵۳ نفر، هسته مرکزی این حزب را تشکیل داد. او در کادر روزنامه رهبر، ارگان حزب توده بود.

### انشعاب از حزب توده
خامه‌ای به علت اعتراض به سیاست‌های کمیته مرکزی حزب توده در دی ۱۳۲۶ به همراه خلیل ملکی، جلال آل‌احمد، فریدون توللی و تنی چند از اعضای حزب توده، جدا شد.

### چاپ دو روزنامه
با شکل‌گیری نهضت ملی‌شدن نفت، خامه‌ای و چند تن از همفکرانش، روزنامه‌های جهان ما و حجار را چاپ کرد.
به‌گفته خامه‌ای، در هنگام کودتای ۲۸ مرداد در نشست کمیته مرکزی حزب توده، پیشنهاد کمک نظامی به محمد مصدق شد. اما نورالدین کیانوری دبیرکل حزب توده با آن مخالفت کرد. کیانوری دلیل این مخالفت را نتایج گفت‌وگوی خود با دکتر مصدق اعلام کرد. گویا مصدق به کیانوری گفته بود: «شما هیچ کاری نکنید، تا من خودم توسط نیروهای نظامی کودتاچیان را آرام کنم.» در پی کودتای ۲۸ مرداد خامه‌ای به همراه دیگر اعضای حزب توده بازداشت شد. اندکی بعد، وی با هدف ادامه تحصیل در رشته اقتصاد، به دانشگاه هایدلبرگ در آلمان غربی رفت. سپس در همین رشته در دانشگاه فرایبورگ ادامه تحصیل داد و موفق به دریافت مدرک دکترای اقتصاد شد.

## گفتگو با روزنامه شرق
خامه‌ای پس از سال‌ها سکوت، در گفتگویی با حامد داراب که روزنامه شرق آن را منتشر کرد گفت:
بزرگ‌ترین ضعف حزب توده و توده‌ای‌ها این بود که هیچ آزادی عملی نداشتند و قوانین به شکل استبدادی به همه بدنه تزریق می‌شد. ما از آنها می‌پرسیدیم: اگر شوروی به ایران حمله کند تکلیف ما چیست؟ باید از چه کسی حمایت کنیم؟ آنها در پاسخ به این سؤال هم می‌ماندند و جوابی نداشتند.
او همچنین اشاره داشت که «خلیل ملکی یکی از تئوریسین‌های بزرگ مارکسیسم در ایران بود». او با اشاره به جلال آل‌احمد، گفت که: «جلال را من به حزب توده آوردم. او عضو اصلی حزب بود و آدمی بسیار سیاسی بود. اصلاً اگر نبود که انتخابش نمی‌کردم.» صحبت‌های خامه‌ای در این گفتگو حواشی بسیاری داشت،

## زندگی شخصی
انور خامه‌ای در بهار ۱۳۵۶ (خورشیدی) و در ۶۰ سالگی، ازدواج کرده و حاصل این ازدواج یک فرزند دختر است. همسر وی ۱۵ سال پیش در یک تصادف رانندگی آسیب زیادی دید و چند ماه بعد از آن درگذشت.

## درگذشت
انور خامه‌ای صبح سه‌شنبه ۲۹ آبان ۱۳۹۷ در سن ۱۰۱ سالگی در بیمارستان رجایی کرج به علت نارسایی ریه درگذشت. بر پایه وصیت، جنازه او برای انجام پژوهش به دانشکده علوم پزشکی دانشگاه تهران سپرده شد.